# Adenosma bracteosum
Adenosma bracteosum, (nhân trần tím, nhân trần Tây Ninh)  là một loài thực vật có hoa trong họ Mã đề. Loài này được Bonati mô tả khoa học đầu tiên năm 1911.